# 池田祐輔
池田 祐輔（いけだ ゆうすけ、1月17日 - ）は、日本の男性声優。兵庫県出身。

## 略歴
映像テクノアカデミア卒業生。
かつてはケンユウオフィス、オフィス薫に所属していた。

## 人物
方言は関西弁。
趣味は音楽鑑賞、DVD鑑賞、カラオケ。特技は書道。

## 出演

### OVA
- 恋する暴君（2010年、男1、カップル男）

### 吹き替え
- アイ・アム・ナンバー4
- クリミナル・マインド7 FBI行動分析課（ニック）
- ライ・トゥ・ミー 嘘の瞬間 第2シーズン（ノア）
- レバレッジ 〜詐欺師たちの流儀 第2シーズン（アナウンサー）
- レバレッジ 〜詐欺師たちの流儀 第3シーズン（サイラス）

### ボイスオーバー
- スーパーヒューマン　現代の超人たち

### ドラマCD
- TANTRA〜Kathana4〜
- われら、明瞭学園探偵部！（神島宗太）